# دوکودو
دوکو-دو (به ژاپنی: 獨行道) به معنی طریقت تنهایی یا راه رفتن به تنهایی اثری از میاموتو موساشی است که یک هفته پیش از مرگش در سال ۱۶۴۵ میلادی آن را نوشت. این نوشته اثر کوتاهی است که دربرگیرنده ۱۹ یا ۲۱ پند است؛ پندهای ۴ام و ۲۰ام از نسخه قدیمی برداشته شده‌بودند. او زمانی این کتاب را نوشت که برای مرگ آماده می‌شد و از تمام دارایی خود دل‌بریده بود. این اثر را به شاگرد وفادارش ترائو ماگونوجو تقدیم کرد. (او همان کسی بود که کتاب قبلیش، کتاب پنج حلقه (گو رین نو شو) را نیز به او تقدیم کرده بود) دوکودو، دیدی زاهدانه و سختگیرانه از زندگی را به نمایش می‌گذارد.

## پندها
1. همه چیز را همان‌طور که هست بپذیر.
2. به دنبال لذت نباش.
3. تحت هیچ شرایطی، هیچگاه بر احساسات گذرا تکیه مکن.
4. به خودت کم فکر کن اما در کار دنیا بسیار بیندیش.
5. از میل و آرزو در تمام عمرت بپرهیز.
6. بر کاری که کرده‌ای افسوس مخور.
7. هیچگاه حسود مباش.
8. برای دوری و جدایی از کسی غمگین نباش.
9. رنجش یا دلخوری از خود و دیگران نداشته باش.
10. اجازه نده که عشق یا هوس تو را راهنمایی کند.
11. در هیچ چیزی اولویتی نداشته باش.
12. به جایی که زندگی می‌کنی تعصبی نداشته باش.
13. به دنبال طعم بهتر غذاهایت نباش.
14. چیزی را که دیگر به آن احتیاج نداری پیش خود نگه مدار.
15. پیرو عقاید مرسوم مردم نباش.
16. جنگ‌افزاری را که بیشتر از نیازت باشد نگه مدار. تمرینی که برایت سودمند نیست انجام نده.
17. از مرگ نترس.
18. به دنبال اموال و دارایی برای دوران پیری‌ات نباش.
19. به بودا و خدایان احترام بگذار بدون اینکه بر کمک آن‌ها امیدی بسته باشی.
20. می‌توانی بدنت را ترک کنی اما شرافتت را هرگز.
21. هیچگاه از طریقت دور نشو.